# Boulton Paul P.120
Die Boulton Paul P.120 war ein britisches Versuchsflugzeug, das in den 1950er Jahren gebaut wurde, um die Aerodynamik von Delta-Flügeln zu erforschen. Die P.120 ähnelte konstruktiv der Boulton Paul P.111, besaß jedoch ein Höhenleitwerk.

## Konstruktion und Entwicklung
Die P.120 folgte auf das frühere Experimentalflugzeug mit Delta-Flügel Boulton Paul P.111, das aufgrund der Spezifikationen E.27/49 des Luftfahrtministeriums gebaut wurde. Die P.120 unterschied sich von der P.111 vor allem durch ein gepfeiltes Leitwerk mit T-Höhenleitwerk weit oben auf der Seitenflosse, um die Längs- und Richtungsstabilität zu verbessern. Die P.120 hatte im Wesentlichen die gleichen Flügel wie die P.111 in größerer Spannweite, in der Konfiguration eines ungeschnittenen Delta-Flügels. Die Flügelspitzen der P.120 waren nicht entfernbar oder austauschbar, aber sie konnten für die seitliche bzw. Längstrimmung differentiell oder gemeinsam gedreht werden. Nur auf der Innenseite zum Rumpf hatten diese Flügelspitzen einen Grenzschichtzaun. Die Rümpfe der beiden Flugzeuge waren mit Ausnahme des Hinterrumpfes identisch.

## Geschichte
Die Testflüge fanden in Boscombe Down statt. Trotz eines Problems beim ersten Testflug am 6. August 1952, als Testpilot „Ben“ Gunn den nötigen Anstellwinkel für das Höhenleitwerk für den Start falsch eingeschätzt hatte, zeigte die P.120 angenehme Flugeigenschaften während ihrer etwas über 11 Stunden totaler Flugzeit. Kurz vor der Farnborough Air Show vom September 1952 erhielt die zuvor unlackierte P.120 ein schwarzglänzendes Finish mit gelben Streifen und den Spitznamen „Black-Widowmaker“. Am 28. August war Gunn mit schwerem Flattern konfrontiert, das zum Verlust des gesamten Querruders führte. Er war nicht in der Lage das Flugzeug zu halten. Trotz des dramatischen Spitznamens des Flugzeuges konnte er sich mit dem Schleudersitz in Sicherheit bringen. Dies war der erste Schleudersitzausstieg aus einem Deltaflügel-Flugzeug. Die P.120 wurde dabei zerstört. Obwohl noch Pläne gemacht worden waren, die P.111 auf die Konfiguration der P.120 umzubauen, wurde die Entscheidung getroffen, die weitere Erforschung abzubrechen. Somit war die P.120 das letzte von Boulton Paul entworfene Flugzeug, das gebaut wurde.

## Technische Daten (Boulton Paul P.120)
Die Leistungswerte sind diejenigen der P.111, bezogen auf die Ähnlichkeit der beiden Flugzeuge. Die P.120 überschritt nie, in seinen 11 Stunden Flugzeit, die Geschwindigkeit von 450 kn.
| Kenngröße             | Daten                                                   |
| --------------------- | ------------------------------------------------------- |
| Besatzung             | 1                                                       |
| Länge                 | 29 ft 7 ½ in (9,03 m)                                   |
| Spannweite            | 33 ft 5 ½ in (10,20 m)                                  |
| Höhe                  | 9 ft 6,5 in (2,91 m)                                    |
| Flügelfläche          | 290,13 ft² (26,96 m²)                                   |
| Flügelstreckung       | 3,9                                                     |
| Leermasse             | 10.656 lb (4844 kg)                                     |
| Startmasse            | 12.580 lb (5718 kg)                                     |
| Höchstgeschwindigkeit | ~450 kn                                                 |
| Triebwerke            | 1 × Rolls-Royce Nene RN.2, 5100 lb Standschub (22,7 kN) |